# Topoline
Topoline falu Horvátországban, Eszék-Baranya megyében. Közigazgatásilag Koskához tartozik.

## Fekvése
Eszéktől légvonalban 23, közúton 26 km-re nyugatra, községközpontjától 7 km-re északkeletre, Szlavónia középső részén, a Szlavóniai-síkságon, az Eszékről Nekcsére menő út mentén, Normanci és Verőfény között fekszik. Áthalad rajta az Eszékről Nekcsére menő vasútvonal.

## Története
A település a 19. század második felében fűrésztelepként keletkezett az Eszékről Nekcsére menő út mentén, a valpói uradalom területén. Nevét a Topoline erdőről kapta, amelynek a területén erdőirtással jött létre. Lakosságát az erdőirtással foglalkoztatott, korábbi lakóhelyüket elhagyó munkavállalók alkották. Később, miután a településeket egy keskeny nyomtávú vasúttal kötötték össze, amelyet rönk exportálására használtak, megkezdődött a különféle szakmákból és nemzetiségből származó kézművesek (bognárok, ácsok, asztalosok) bevándorlása. Az erdőirtás fokozatosan szántófölddé változtatta az erdőtalajt. A falu 1991-től a független Horvátországhoz tartozik. 1991-ben lakosságának 69%-a horvát, 25%-a ismeretlen, 4%-a szerb nemzetiségű volt. 2011-ben a falunak 146 lakosa volt.

## Lakossága
| Lakosság változása | Lakosság változása | Lakosság változása | Lakosság változása | Lakosság változása | Lakosság változása | Lakosság változása | Lakosság változása | Lakosság változása | Lakosság változása | Lakosság változása | Lakosság változása | Lakosság változása | Lakosság változása | Lakosság változása | Lakosság változása |
| ------------------ | ------------------ | ------------------ | ------------------ | ------------------ | ------------------ | ------------------ | ------------------ | ------------------ | ------------------ | ------------------ | ------------------ | ------------------ | ------------------ | ------------------ | ------------------ |
| 1857               | 1869               | 1880               | 1890               | 1900               | 1910               | 1921               | 1931               | 1948               | 1953               | 1961               | 1971               | 1981               | 1991               | 2001               | 2011               |
| 0                  | 0                  | 0                  | 0                  | 0                  | 0                  | 0                  | 0                  | 0                  | 0                  | 0                  | 239                | 231                | 257                | 165                | 146                |

(1961-ig lakosságát Normancihoz számították. 1981-től önálló településként.)

## Nevezetességei
A Nagyboldogasszony tiszteletére szentelt római katolikus temploma a koskai Szent Péter Pál plébánia filiája.

## Oktatás
A falu központjában az 1990-es évek közepén új iskolát építettek, ahova a szomszédos Normanci tanulói is járnak. Az iskola a koskai Ivana Brlić-Mažuranić általános iskola négyosztályos alsó tagozatos iskolájaként működik.

## Egyesületek
Normanci – Topoline ifjúsági egyesület.